# Синицыно (Вязниковский район)
Синицыно — упразднённая деревня в Вязниковском районе Владимирской области России.

## География
Урочище находится в северо-восточной части области, в зоне хвойно-широколиственных лесов, в пределах Волжско-Окского междуречья, на правом берегу реки Пыжовик (левый приток Тары), к северу от автодороги 17Н-6, на расстоянии 27 километров (по прямой) к северо-западу от города Вязники, административного центра района.

### Климат
Климат характеризуется как умеренно континентальный. Средняя температура воздуха самого холодного месяца (января) — −11,1 °C (абсолютный минимум — −48 °С), средняя максимальная температура воздуха (июля) — +23,3 °С (абсолютный максимум — +37 °С). Годовое количество атмосферных осадков составляет около 607 мм, из которых 413 мм выпадает в период с апреля по октябрь.

## История
В «Списке населенных мест Владимирской губернии по сведениям 1859 года» населённый пункт упомянут как казённая деревня Вязниковского уезда, расположенная в 34 верстах от уездного города. В деревне насчитывалось 11 дворов и проживало 54 человека (29 мужчин и 25 женщин).
По состоянию на 1905 год, в Синицыне имелось 11 дворов и проживало 48 человек. В административном отношении деревня входила в состав Сарыевской волости.
По данным 1926 года в деревне имелось 13 крестьянских хозяйств и проживало 79 человек (34 мужчины и 45 женщин). Являлась частью Осинковского сельсовета Сарыевской волости.
Упразднена решением облисполкома № 329 от 2 апреля 1973 года как фактически не существующая.